# Гидрофобность

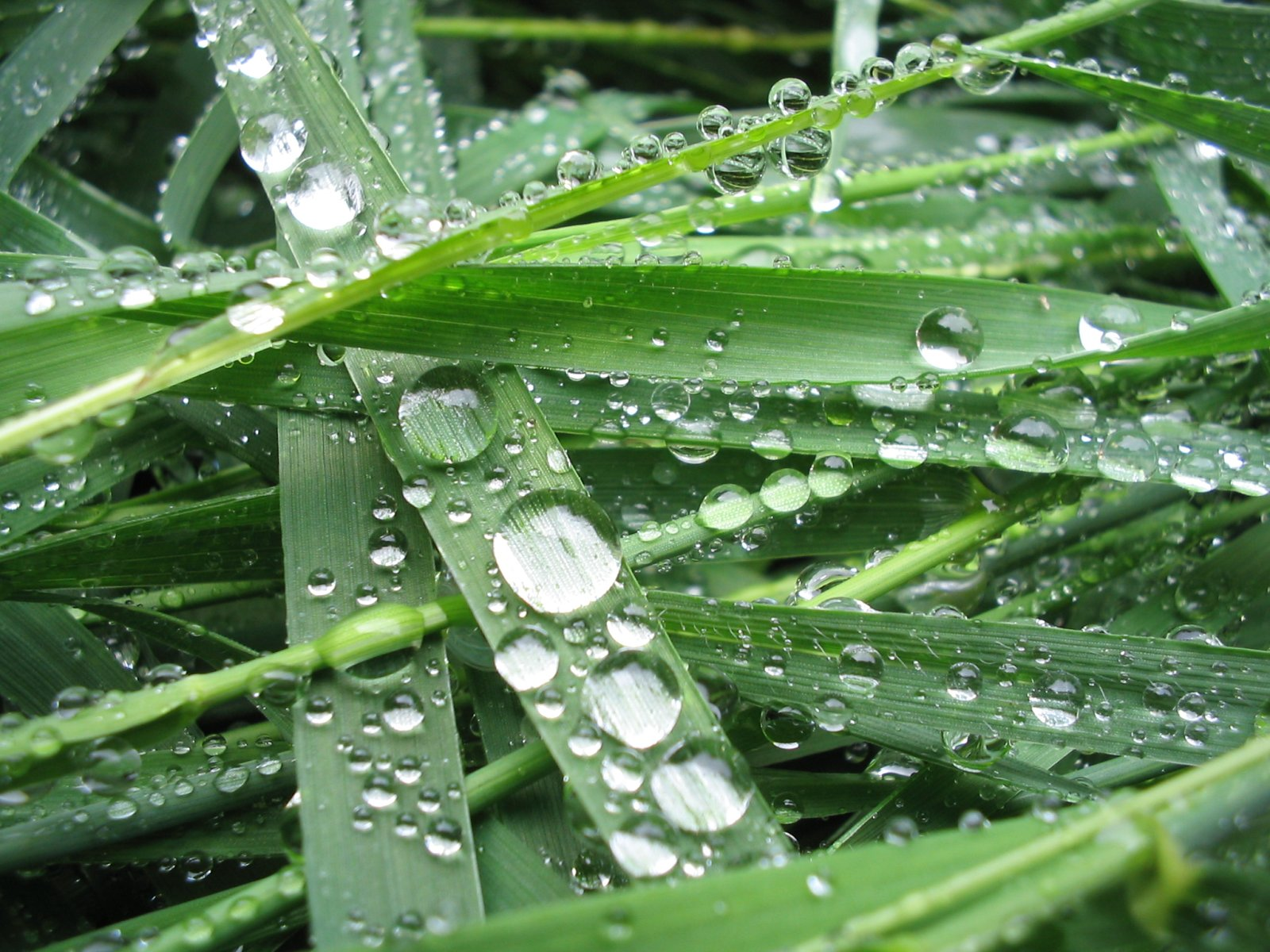
Капли воды на гидрофобной поверхности травы

Гидрофо́бность (от др.-греч. ὕδωρ.«вода» + φόβος «боязнь, страх») — свойство молекул химических веществ, заключающееся в отсутствии у них склонности к взаимодействию с водной средой. Сами вещества (или части их молекул), а также образуемые ими поверхности материалов в этом случае называются гидрофо́бными.

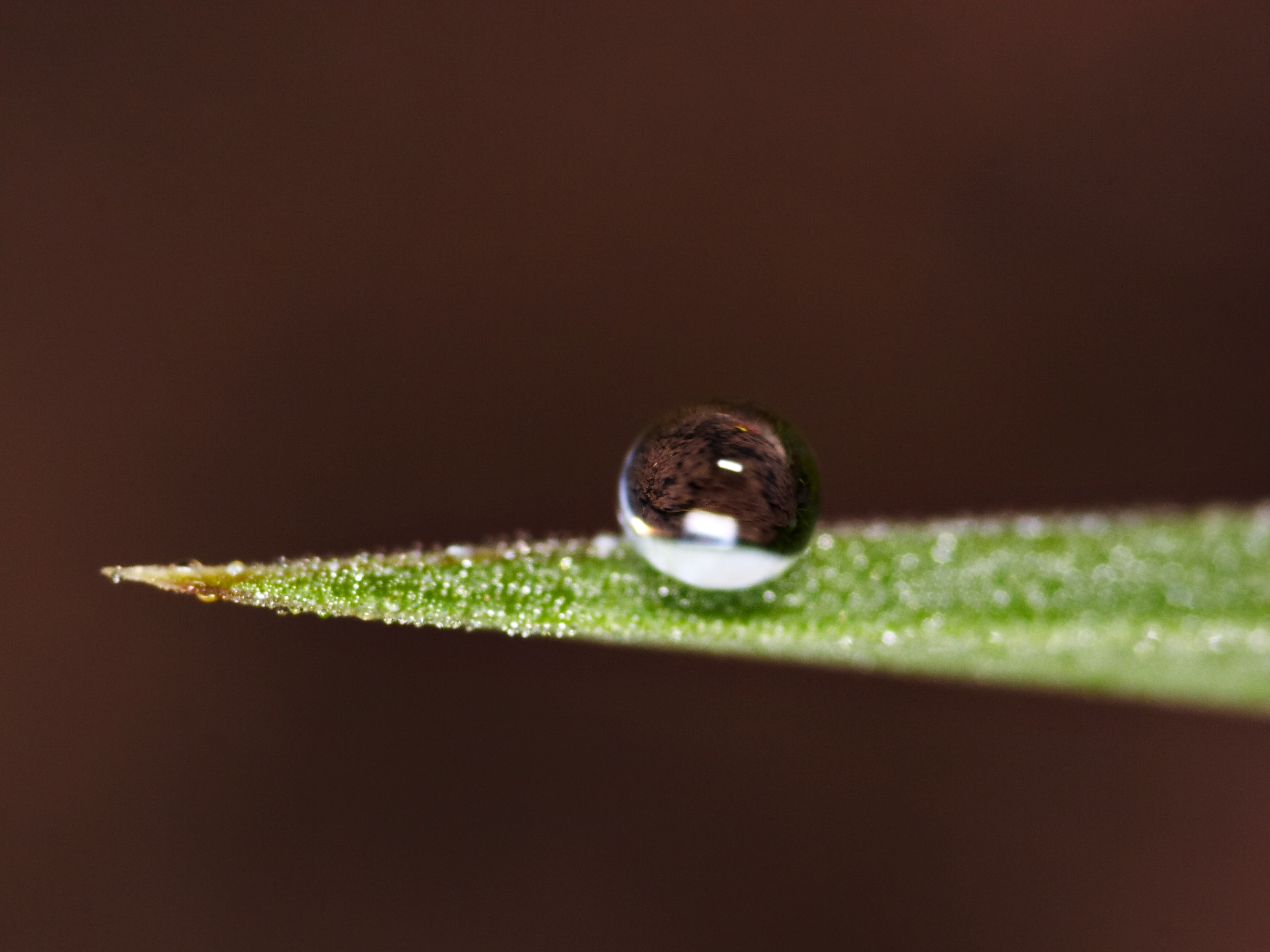
Капелька росы на гидрофобной поверхности листа

Гидрофобность можно определить как «стремление» веществ избежать взаимодействия с водой. Молекулы гидрофобных веществ обычно неполярны и «предпочитают» находиться среди других нейтральных молекул. Поэтому при добавлении в воду гидрофобных жидкостей, в зависимости от плотности, они либо собираются в изолированные сгустки, либо распределяются по поверхности воды, как это происходит с нефтью. Вода на гидрофобной поверхности собирается в капли, что обусловлено большим значением угла смачивания в месте соприкосновения капли с поверхностью; такое поведение воды направлено на уменьшение площади соприкосновения её молекул с гидрофобными молекулами поверхности и на увеличение количества взаимодействий между собственными молекулами за счет водородных связей.  
Гидрофобными являются молекулы алканов, масел, жиров и других веществ, молекулы которых содержат углеводородные фрагменты. Гидрофобные материалы используются для удаления разливов нефти и проведения химических процессов разделения полярных и неполярных веществ (экстракция).
Слово «гидрофобность» иногда используется в качестве синонима к слову «липофильность», отражающему склонность веществ к взаимодействию с жировой средой, хотя это не вполне правильно. Действительно, гидрофобные вещества, в большинстве своём, липофильны, но среди них есть и исключения — например, силиконы, фторопласты.

## Химические основы
Согласно термодинамике, материя стремится к состоянию с минимальной энергией, а связывание понижает химическую энергию. Молекулы воды поляризованы и способны образовывать между собой водородные связи, чем объясняются многие уникальные свойства воды. В то же время, гидрофобные молекулы не поляризованы и не способны образовывать водородные связи, поэтому вода отталкивает такие молекулы, предпочитая образовывать связи внутри себя. Именно этот эффект определяет гидрофобное взаимодействие, называемое так не совсем правильно, так как его источником является взаимодействие гидрофильных молекул воды между собой . Так, две несмешивающиеся фазы (гидрофильная и гидрофобная) будут находиться в таком состоянии, где поверхность их касания будет минимальной. Данный эффект можно наблюдать при разделении фаз, происходящем, например, при расслоении водно-масляной эмульсии, а также образовании мицелл.

## Сверхгидрофобность

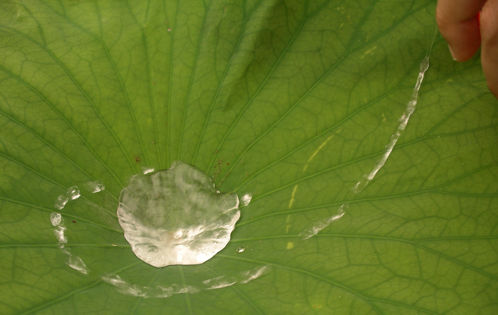
Капля на поверхности лотоса.

Сверхгидрофобные материалы имеют поверхности, чрезвычайно несклонные к смачиванию (с углом смачивания водой, превышающим 150°). Многие из подобных материалов, обнаруженных в природе, подчиняются закону Кассье и являются двухфазными на субмикронном уровне, причем одним из компонентов является воздух. Эффект лотоса основан на этом принципе. Примером сверхгидрофобного материала-биомиметика в нанотехнологии является нанопин-плёнка. Показано, что поверхность пентоксида ванадия может переключаться между сверхгидрофобностью и сверхгидрофильностью под действием УФ-излучения. Согласно этому исследованию, любую поверхность можно наделить подобным свойством путём нанесения на неё суспензии розеткообразных частиц из V2O5, например с помощью струйного принтера. В этом случае, гидрофобность также вызывается межслойными воздушными полостями, находящимися на расстоянии 2,1 нм. Механизм действия УФ-излучения состоит в создании пар «электрон — дырка», в которых дырки реагируют с атомами кислорода в кристаллической решетке, создавая кислородные дырки на поверхности, а электроны восстанавливают V5+ до V3+. Кислородные дырки могут закрываться водой, и такое поглощение воды поверхностью V2O5 делает её гидрофильной. При продолжительном пребывании в темноте вода замещается кислородом и гидрофильность утрачивается.